# Paulu Matteiu Della Foata
Paulu Matteiu Della Foata (Azilone-Ampaza, 14 d'agost de 1817 - 3 de gener 1899) fou un religiós i escriptor cors. El 1843 fou ordenat sacerdot, treballà un temps com a professor en el seminari d'Ajaccio, i després fou vicari a Bocognano i Corte. El 1877 fou nomenat bisbe de Còrsega i el 1879 cardenal pel papa Lleó XIII.
Bon coneixedor del cors, l'italià, el llatí i el francès, va escriure en el dialecte d'Ornano i va predicar en cors a les esglésies, alhora que va fer algunes compilacions de poesies que no foren publicades fins a 1973.

## Obres
- Poesie Giocose, in lingua vernacula di a pieve d'Ornanu (1856-1877)
- Predica di a rustaghja
- Invucazioni à a musa campagnola
- Marducheiu
- Preti Santu
- Nanna di u Bambinu
- Discrizzioni di a pievi d'Urnanu

## Poemes
Fragment d'A nanna di lu Bambinu:
Si spanna l'aria, lu tempu s'assirena,
Luci la stedda, la luna hè ghjà ripiena :
Ninna, nanna u me figliolu,
Addurmenta ti parpena !
Ninna nanna, biu bia !
Lu me rè, lu me Missia.
Tù cun trè dita susteni terra è celi
È s'tù li chjami, sò pronti è sò fideli.
O spiranza di la mamma.
Dolci dolci com'è meli,
Sapuritu com'è manna,
Dormi, dormi è fà la nanna.